# 所沢市民文化センター ミューズ
所沢市民文化センター ミューズ（ところざわしみんぶんかセンター ミューズ）は、埼玉県所沢市並木に所在する、コンサートホールなど複数のホール等から成る所沢市立の複合文化施設。
「所沢ミューズ」「ミューズ」「所沢MUSE」「MUSE」などと略称されることもある。

## 概要
大ホール「アークホール」、中ホール「マーキーホール」、小ホール「キューブホール」の3つのホールのほか、展示室「ザ・スクエア」、第2展示室、リハーサル室、練習室（2室）、会議室（4室）、和室（2室）、管理事務室、レストラン、カフェ、駐車場（350台収容）の施設を擁する複合文化施設。ホールの貸館業務の他、主催公演も多くあり、これまでに、バイエルン放送交響楽団（ドイツ）や、シャルル・デュトワ&モントリオール交響楽団（カナダ）といった、国内外の著名なオーケストラやアーティストが公演を行っている。
2018年（平成30年）12月10日から2020年（令和2年）3月31日までの1年4か月間に渡って全面休館し、大規模改修工事を実施した。

## 施設
アークホール（大ホール）
2,002席のコンサートホール。クラシック音楽の演奏のためのシューボックス型シンフォニーホールとして設計され、パイプオルガンを備える（写真正面、ステージの上）。1階席から3階席まで（一部ステージ背面にも）客席があり、貸館利用時には「1階席のみ」といった利用の仕方も可能である。
パイプオルガン
オーストリア・リーガー社製。ストップ（音栓）数：75/パイプ数：5,563本。
約1年半を掛け製作された。
マーキーホール（中ホール）
798席の舞台演劇ホール。馬蹄形。音楽公演にも対応する設備を有する。
キューブホール（小ホール）
318席（ステージ迫り未使用時342席）の室内楽を主目的としたホール。
その他
ザ・スクエア
展示室。美術展など開かれる場合はこのホールが使用される。

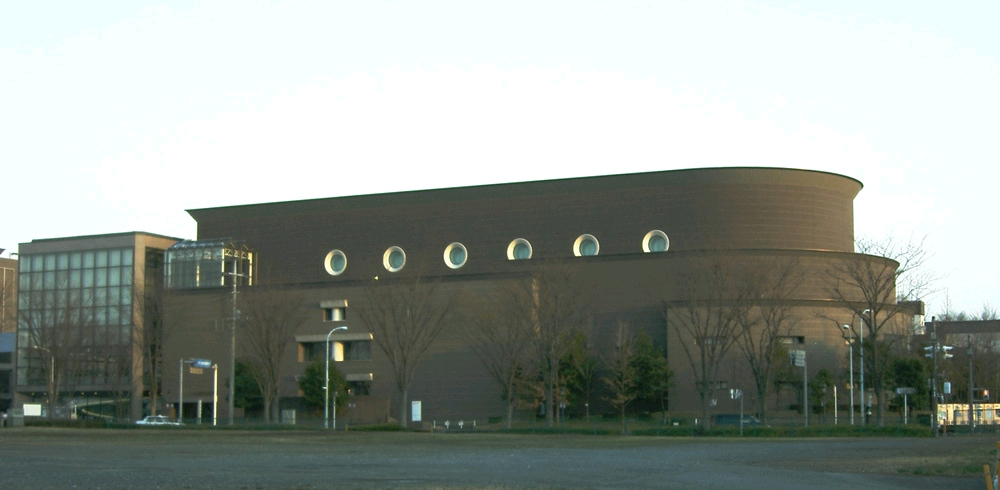
アークホール全景
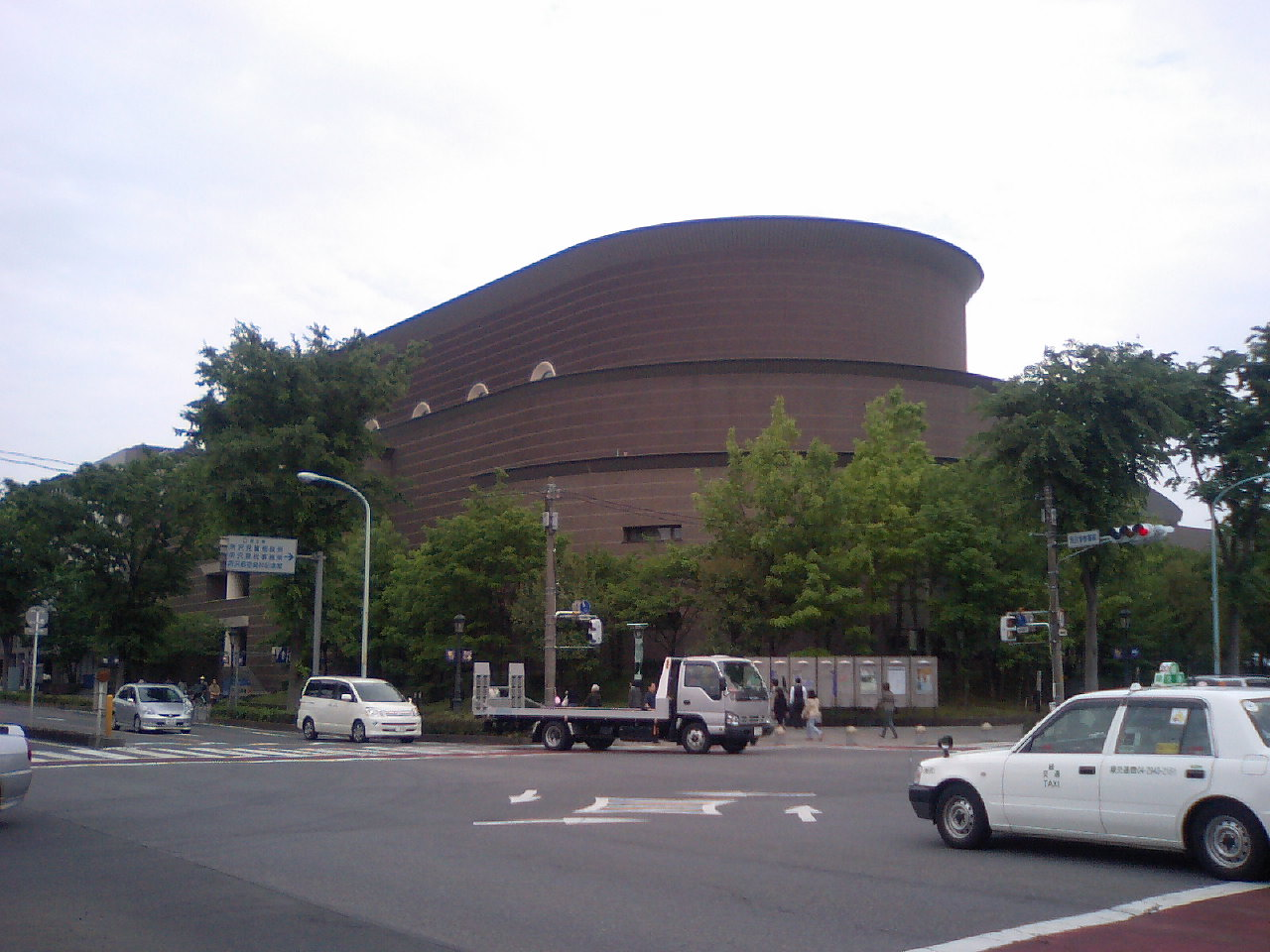
アークホール外観 （ステージ・パイプオルガン側）
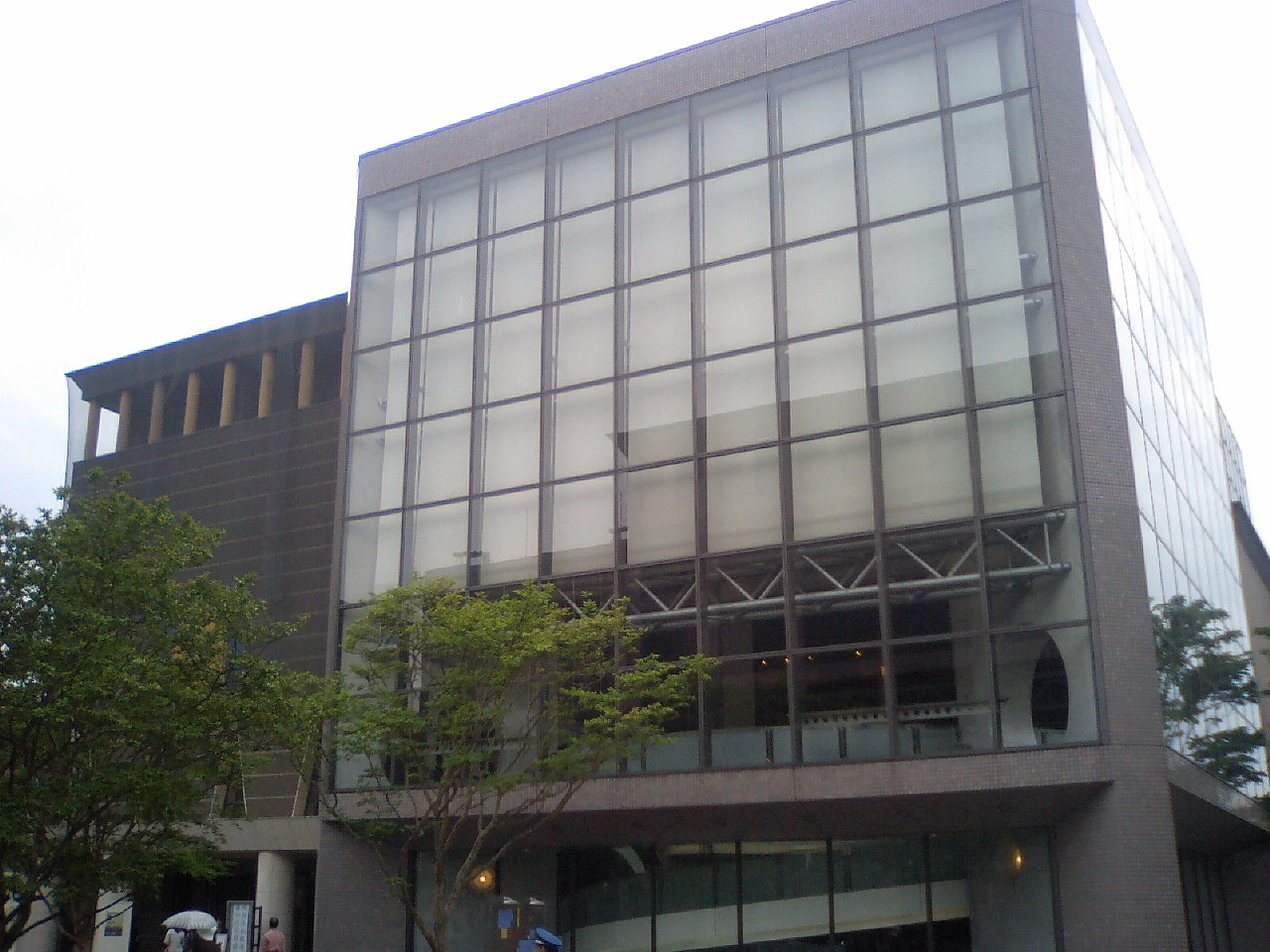
アークホール外観 （エントランス・ホワイエ側）
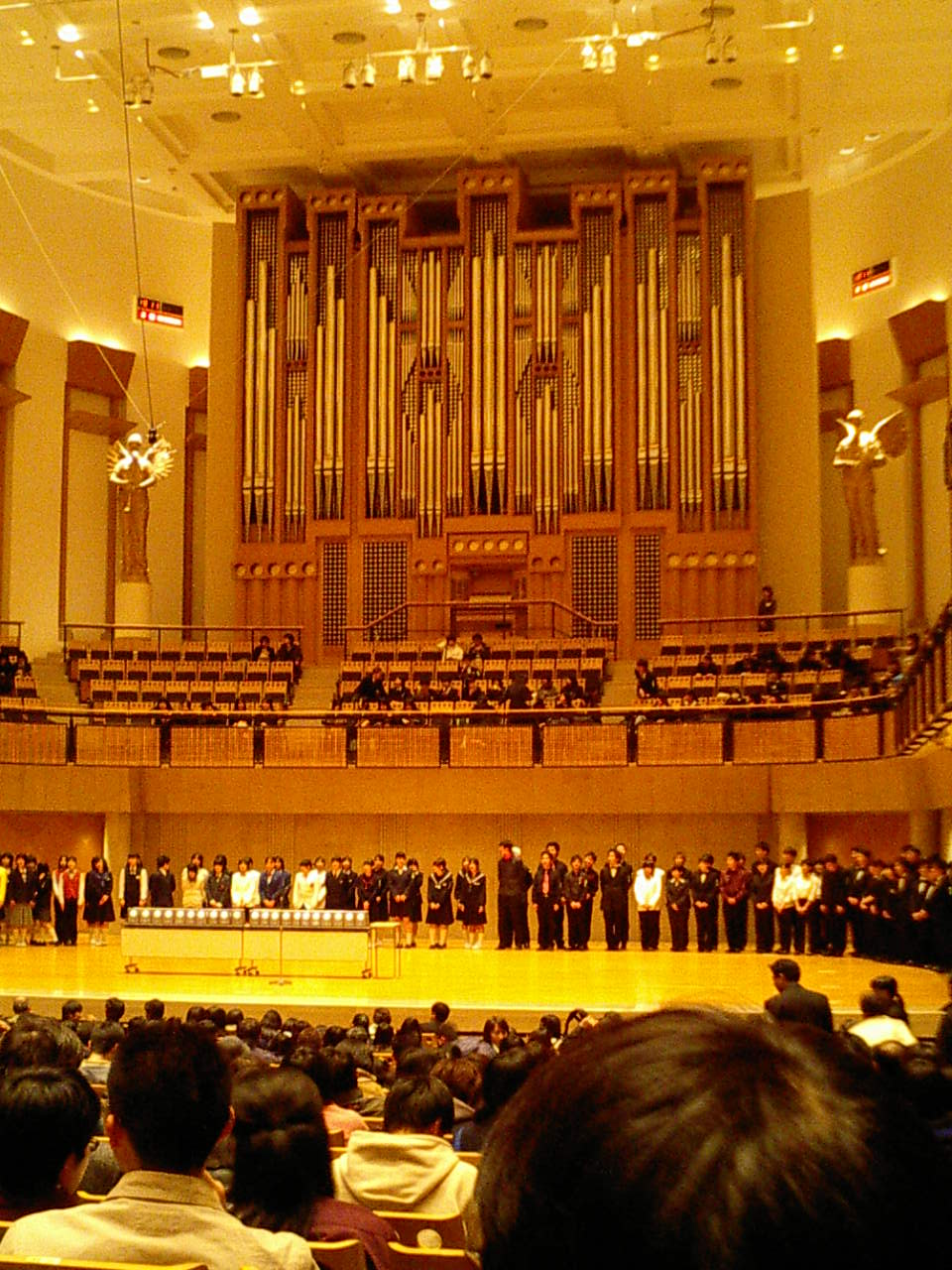
アークホール内観

### 大規模改修
2018年12月10日〜2020年3月31日まで休館し、天井の耐震化工事と、施設の経年劣化等に対応する改修工事（カーペットの張替、座席交換）を行った。
- 小ホール - 入口にエスカレーター設置、天井をお椀型から階層型に改修
- 中ホール - 入口にエレベーター設置
- 大ホール - パイプオルガンのオーバーホール
- 外壁の補修

## 設計・音響設計・施工
設計
- 石本建築事務所

音響設計
- ヤマハ[3]

建築施工
- 大成・新井・三ツ和・平岩JV

## 沿革
- 起工 : 1991年（平成3年）3月22日
- 竣工 : 1993年（平成5年）10月30日
- 開館 : 1993年（平成5年）11月1日

## 交通アクセス・立地

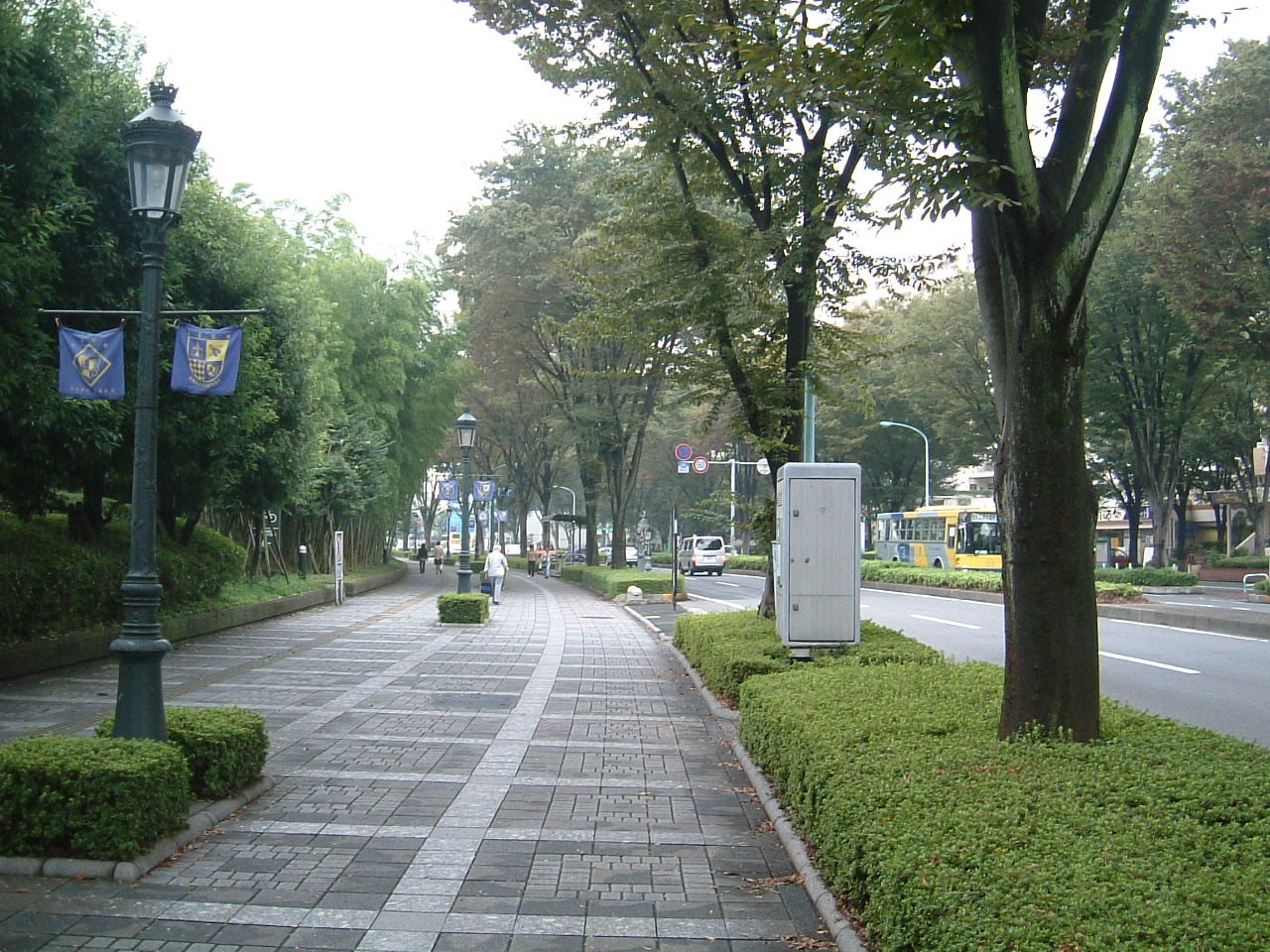
航空公園駅からの歩道。"MUSE"のロゴ旗が点在する。

- 西武新宿線 航空公園駅東口から徒歩約8分。（もしくはバス）
- 関越自動車道 所沢ICから6.6km、約10分。
- 所沢航空記念公園に隣接しており、直接芝生や緑に囲まれた公園敷地内に行き来できる構造になっている。
- その他周辺の施設 : 所沢航空発祥記念館、所沢市立図書館など

## その他
主催公演として数々の世界的に著名な演奏家たちのコンサートが行われる場であると同時に、吹奏楽コンクール・合唱コンクールや子ども音楽教室の発表会なども同じステージで行われ、また地元の成人式なども行われる場として、アマチュア演奏家や市民に広く親しまれている。音楽以外にも、美術展のギャラリーやテレビドラマのロケ地などにもなっている。また2004年（平成16年）には地元・所沢市の西武ドームを本拠地球場としているプロ野球球団の西武ライオンズが、このミューズで日本シリーズ優勝報告会を実施した。
公式英語名称表記は、アメリカ英語の Cent-"er" ではなく、イギリス英語の綴りで Cent-"re" としている。

### 主な公演実績
- 第11回西関東吹奏楽コンクール
- 第17回西関東吹奏楽コンクール

ほか

### ロケ使用実績
- それが答えだ!（フジテレビ、1997年7月2日-9月17日放送） - アークホールを使用
- 美少女戦士セーラームーン（TBS、2003年放送ほか）
- のだめカンタービレ（フジテレビ、2006年10月16日-12月25日放送） - アークホール、マーキーホールを使用
- 落語娘（映画、2007年）
- キヤノン iVIS（CM、2008年）
- 赤い糸（映画、2008年）
- チャレンジド（NHK、2009年放送）
- 侍戦隊シンケンジャー（テレビ朝日、2009年5月24日放送ほか）
- MR.BRAIN（TBS、2009年6月20日放送）
- 相棒 season 8（テレビ朝日、2009年11月11日、2010年1月27日放送ほか）
- おひとりさま（TBS、2009年12月4日放送ほか）
- 天装戦隊ゴセイジャー（テレビ朝日、2010年2月28日放送ほか）
- ぴんとこな（TBSテレビ、2013年7月18日放送）
- 劇場霊（2015年11月21日公開）- マーキーホール・情報市場を使用
- レンタルなんもしない人（テレビ東京、2020年9月24日放送）
- 17.3 about a sex（ABEMA、2020年10月15日配信開始 第7話）
- 相棒 season 19（テレビ朝日、2020年10月21日放送）
- ラジエーションハウス Ⅱ～放射線科の診断レポート～ (フジテレビ、2021年10月11日放送)

ほか